# نویبورگ ام رهاین
نویبورگ ام رهاین (به آلمانی: Neuburg am Rhein) یک شهر در آلمان است که در گرمرسهایم واقع شده‌است. نویبورگ ام رهاین ۲٬۵۲۵ نفر جمعیت دارد.